# J. Trevor Edmond
J. Trevor Edmond (San Fernando Valley, 28 september 1969), geboren als Jerome Trevor Edmond, is een Amerikaanse acteur.

## Biografie
Edmond werd geboren in de wijk Encino van San Fernando Valley. 
Edmond begon in 1988 met acteren in de film For Keeps?. Hierna heeft hij nog meerdere televisieseries en films gedaan, zoals Alien Nation (1989), Beverly Hills, 90210 (1997) en Pacific Palisades (1997).
Edmond woont op dit moment in Los Angeles en is nog steeds vrijgezel, het is niet bekend of hij tijdelijk gestopt is met acteren of dat hij voorgoed gestopt is.

## Filmografie

### Films
Uitgezonderd korte films.
- 1999 Guinevere – als Jeremy
- 1995 Lord of Illusions – als jonge Butterfield
- 1995 Higher Learning – als Eddie
- 1994 Where Are My Children? – als David 18 jaar
- 1994 Pumpkinhead II: Blood Wings – als Danny Dixon
- 1993 Return of the Living Dead 3 – als Curt Reynolds
- 1993 No Place to Hide – als Andrew
- 1992 Meatballs 4 – als Howie Duncan
- 1991 Frogs! – als Nathan
- 1990 Fatal Charm – als Robert Fowler
- 1988 For Keeps? – als Ace

### Televisieseries
Uitgezonderd eenmalige gastrollen.
- 1997 Pacific Palisades – als Michael Kerris – 13 afl.
- 1997 Beverly Hills, 90210 – als Evan Potter – 4 afl.
- 1990 – 1996 CBS Schoolbreak Special – als Kevin – 2 afl.
- 1989 Alien Nation – als Blentu – 4 afl.